# Giuseppe Matteo Alberti
Giuseppe Matteo Alberti (Bologna, 20 settembre 1685 – Bologna, 18 febbraio 1751) è stato un compositore italiano.
Le sue composizioni, per lo più concerti o sinfonie per archi con o senza violino solista, per le loro caratteristiche di leggerezza e la ricchezza di spunti melodici, erano molto diffuse nell'Europa settentrionale.

## Composizioni
Strumentali
- 10 Concerti per chiesa e per camera, Op. 1 (Bologna, 1713)
- Oratorio La vergine annunziata (Bologna, 1720)
- Sonate a violino e basso, Op. 2 (Bologna, 1721)
- XII sinfonie a quattro "op.2" (Amsterdam, 1725)

Vocali
- Regina Coeli, 8vv, (Bologna, 1714)
- Cantata: Questo cuor ch'è duro ancora   (Bologna, 1719)
- Oratorio La vergine annunziata (Bologna, 1720)
- Canzonette  La ricreazione spirituale (Bologna, 1730)